# Ростислав Ігорович
Ростислав Ігорович (народився в XII столітті — загинув у 1211/1212 під Галичем) — руський князь з династії Ольговичів, син Ігоря Святославича. Разом із братами був запрошений на князювання в Галицьку землю, розпочав боротьбу з місцевим боярством та був повішений. Деякі дослідники вважають, що Ростислав, згаданий лише в одному джерелі один раз, насправді не існував.

## Біографія
Ростислав Ігорович був сином Ігоря Святославича, одного з князів Чернігівської землі, що належав до династії Ольговичів. По матері Ростислав припадав онуком галицькому князю Ярославу Осмомислу; у нього були четверо братів — Володимир, Олег, Святослав і Роман. Відомо, що після смерті Романа Волинського галицькі бояри запросили Ігоровичів себе на князювання. Пізніше ті були вигнані угорцями, потім повернулися, перебили кілька сотень бояр, але зазнали поразки. Володимир Ігорович із сином втекли, а Святослав, Роман та Ростислав потрапили в полон і були повішені поряд із Галичем. Ростислав згадується лише у Галицько-Волинському літописі без по батькові і лише у зв'язку з цією подією. У той час як Всеволод Чермний звинувачував у 1212 смоленських Ростиславичів у повішенні двох своїх братів у Галичі. В історіографії існує гіпотеза, що літописець помилився і що насправді Ростислава Ігоровича не існувало.